# Airfix
Airfix es un fabricante británico/húngaro de plástico de kits de aviones y otros temas. En Gran Bretaña, el nombre de Airfix es sinónimo de la afición, un modelo de plástico de este tipo a menudo simplemente se denomina "kit de Airfix", incluso si es de otro fabricante.
Fundada en 1939, Airfix era propiedad de Humbrol desde 1986 hasta el colapso financiero Humbrol, el 31 de agosto de 2006. A partir de 2007, Airfix es propiedad de Hornby Ferrocarriles.

## Historia
Airfix fue fundada en 1939 por el empresario húngaro Nicolás Kove. Inicialmente fabricaban juguetes de goma inflable. El nombre de la marca Airfix fue seleccionado para que apareciera en primer lugar en orden alfabético en cualquier catálogo de juguetes. En 1947, se presentó Airfix, en un principio como productora de peines de bolsillo. En 1949, recibió el encargo de crear un modelo de promoción de un tractor Ferguson. El modelo fue moldeado de plástico y montado a mano para su distribución a las ventas del modelo Ferguson. Para aumentar las ventas y reducir los costos de producción, el modelo se vende en forma de kit conjunto.